# Mario Huber (Unihockeyspieler)
Mario Huber ist ein Schweizer Kleinfeld-Unihockey-Torhüter, welcher in der swissunihockey 1. Liga Kleinfeldliga für den DT Bäretswil spielt.

## Leben

### Clubstationen
Mario Huber wurde als B-Junior und als A-Junior beim UHC Uster ausgebildet. Mit 19 Jahren war er Mitgründungsmitglied vom DT Bäretswil Unihockey.

### 3v3-WM 2025 in Winterthur
Im März 2025 wurde Mario Huber vom Nationaltrainer Thomas Abbühl für die 3v3 Heim-WM in Winterthur aufgeboten. Mario Huber bildete mit Raphael Rudin vom UHC Nuglar United das Goalie-Duo für dieses Turnier. Das Schweizer Team gewann an der Heim-WM die Goldmedaille.